# Список призерів чемпіонатів світу з легкої атлетики (жінки)
Цей список включає призерів чемпіонатів світу з легкої атлетики просто неба в дисциплінах за участі жінок за всі роки їх проведення.

## Сучасна програма серед жінок

### 100 метрів
| Чемпіонат | Золото                         | Срібло                           | Бронза                              |
| --------- | ------------------------------ | -------------------------------- | ----------------------------------- |
| 1983      | Марліс Ґер НДР                 | Маріта Кох НДР                   | Даян Вільямс США                    |
| 1987      | Зільке Гладіш НДР              | Гайке Дрекслер НДР               | Мерлін Отті Ямайка                  |
| 1991      | Катрін Краббе Німеччина        | Гвен Торренс США                 | Мерлін Отті Ямайка                  |
| 1993      | Ґейл Діверс США                | Мерлін Отті Ямайка               | Гвен Торренс США                    |
| 1995      | Гвен Торренс США               | Мерлін Отті Ямайка               | Ірина Привалова Росія               |
| 1997      | Меріон Джонс США               | Жанна Пінтусевич Україна         | Саватеда Файнс Багамські Острови    |
| 1999      | Меріон Джонс США               | Інгер Міллер США                 | Екатеріні Тану Греція               |
| 2001      | Жанна Пінтусевич Україна       | Екатеріні Тану Греція            | Чандра Старрап Багамські Острови    |
| 2003      | Торрі Едвардс США              | Чандра Старрап Багамські Острови | Екатеріні Тану Греція               |
| 2005      | Лорін Вільямс США              | Вероніка Кемпбелл Ямайка         | Крістін Аррон Франція               |
| 2007      | Вероніка Кемпбелл Ямайка       | Лорін Вільямс США                | Кармеліта Джетер США                |
| 2009      | Шеллі-Енн Фрейзер Ямайка       | Керрон Стюарт Ямайка             | Кармеліта Джетер США                |
| 2011      | Кармеліта Джетер США           | Вероніка Кемпбелл-Браун Ямайка   | Келлі-Енн Баптіст Тринідад і Тобаго |
| 2013      | Шеллі-Енн Фрейзер-Прайс Ямайка | Мюріель Ауре Кот-д'Івуар         | Кармеліта Джетер США                |
| 2015      | Шеллі-Енн Фрейзер-Прайс Ямайка | Дафне Схіперс Нідерланди         | Торі Бові США                       |
| 2017      | Торі Бові США                  | Марі-Жозе Та Лу Кот-д'Івуар      | Дафне Схіперс Нідерланди            |
| 2019      | Шеллі-Енн Фрейзер-Прайс Ямайка | Діна Ашер-Сміт Велика Британія   | Марі-Жозе Та Лу Кот-д'Івуар         |
| 2022      | Шеллі-Енн Фрейзер-Прайс Ямайка | Шеріка Джексон Ямайка            | Елейн Томпсон-Гера Ямайка           |
| 2023      | Шакеррі Річардсон США          | Шеріка Джексон Ямайка            | Шеллі-Енн Фрейзер-Прайс Ямайка      |

### 200 метрів
| Чемпіонат | Золото                                    | Срібло                         | Бронза                                       |
| --------- | ----------------------------------------- | ------------------------------ | -------------------------------------------- |
| 1983      | Маріта Кох НДР                            | Мерлін Отті Ямайка             | Кейті Кук Велика Британія                    |
| 1987      | Зільке Гладіш НДР                         | Флоренс Гріффіт США            | Мерлін Отті Ямайка                           |
| 1991      | Катрін Краббе Німеччина                   | Гвен Торренс США               | Мерлін Отті Ямайка                           |
| 1993      | Мерлін Отті Ямайка                        | Гвен Торренс США               | Ірина Привалова Росія                        |
| 1995      | Мерлін Отті Ямайка                        | Ірина Привалова Росія          | Галина Мальчугіна Росія                      |
| 1997      | Жанна Пінтусевич Україна                  | Сусантіка Джаясінгхе Шрі-Ланка | Мерлін Отті Ямайка                           |
| 1999      | Інгер Міллер США                          | Беверлі Мак-Дональд Ямайка     | Мерлін Фрейзер ЯмайкаАндреа Філіпп Німеччина |
| 2001      | Деббі Фергюсон-Маккензі Багамські Острови | Латаша Дженкінс США            | Сайдоні Мазерсілл Кайманові Острови          |
| 2003      | Анастасія Капачинська Росія               | Торрі Едвардс США              | Мюріель Юртіс Франція                        |
| 2005      | Еллісон Фелікс США                        | Рейчел Бун-Сміт США            | Крістін Аррон Франція                        |
| 2007      | Еллісон Фелікс США                        | Вероніка Кемпбелл Ямайка       | Сусантіка Джаясінгхе Шрі-Ланка               |
| 2009      | Еллісон Фелікс США                        | Вероніка Кемпбелл Ямайка       | Деббі Фергюсон-Маккензі Багамські Острови    |
| 2011      | Вероніка Кемпбелл Ямайка                  | Кармеліта Джетер США           | Еллісон Фелікс США                           |
| 2013      | Шеллі-Енн Фрейзер-Прайс Ямайка            | Мюріель Ауре Кот-д'Івуар       | Блессінґ Окаґбаре Нігерія                    |
| 2015      | Дафне Схіперс Нідерланди                  | Елейн Томпсон Ямайка           | Вероніка Кемпбелл-Браун Ямайка               |
| 2017      | Дафне Схіперс Нідерланди                  | Марі-Жозе Та Лу Кот-д'Івуар    | Шона Міллер-Уйбо Багамські Острови           |
| 2019      | Діна Ашер-Сміт Велика Британія            | Бріттані Браун США             | Муджинга Камбунджі Швейцарія                 |
| 2022      | Шеріка Джексон Ямайка                     | Шеллі-Енн Фрейзер-Прайс Ямайка | Діна Ашер-Сміт Велика Британія               |
| 2023      | Шеріка Джексон Ямайка                     | Габрієль Томас США             | Шакеррі Річардсон США                        |

### 400 метрів
| Чемпіонат | Золото                                     | Срібло                                     | Бронза                       |
| --------- | ------------------------------------------ | ------------------------------------------ | ---------------------------- |
| 1983      | Ярміла Кратохвілова Чехословаччина         | Татьяна Коцембова Чехословаччина           | Марія Пінігіна СРСР          |
| 1987      | Ольга Бризгіна СРСР                        | Петра Мюллер НДР                           | Кірстен Еммельманн НДР       |
| 1991      | Марі-Жозе Перек Франція                    | Гріт Броєр Німеччина                       | Сандра Маєрс Іспанія         |
| 1993      | Джерл Майлз США                            | Наташа Кайзер-Браун США                    | Сенді Річардс Ямайка         |
| 1995      | Марі-Жозе Перек Франція                    | Полін Девіс Багамські Острови              | Джерл Майлз США              |
| 1997      | Кеті Фрімен Австралія                      | Сенді Річардс Ямайка                       | Джерл Майлз Кларк США        |
| 1999      | Кеті Фрімен Австралія                      | Аня Рюкер Німеччина                        | Лоррейн Грем-Фентон Ямайка   |
| 2001      | Амі Мбаке Тіам Сенегал                     | Лоррейн Фентон Ямайка                      | Ана Гевара Мексика           |
| 2003      | Ана Гевара Мексика                         | Лоррейн Фентон Ямайка                      | Амі Мбаке Тіам Сенегал       |
| 2005      | Тонік Вільямс-Дарлінг Багамські Острови    | Саня Річардс США                           | Ана Гевара Мексика           |
| 2007      | Крістін Огуруоґу Велика Британія           | Нікола Сандерс Велика Британія             | Новлін Вільямс Ямайка        |
| 2009      | Саня Річардс США                           | Шеріка Вільямс Ямайка                      | Антоніна Кривошапка Росія    |
| 2011      | Амантле Монтшо Ботсвана                    | Еллісон Фелікс США                         | Франсена Маккорорі США       |
| 2013      | Крістін Огуруоґу Велика Британія           | Амантле Монтшо Ботсвана                    | Стефані-Енн Макферсон Ямайка |
| 2015      | Еллісон Фелікс США                         | Шона Міллер Багамські Острови              | Шеріка Джексон Ямайка        |
| 2017      | Філліс Френсіс США                         | Сальва Насер Бахрейн                       | Еллісон Фелікс США           |
| 2019      | Сальва Насер Бахрейн                       | Шона Міллер-Уйбо Багамські Острови         | Шеріка Джексон Ямайка        |
| 2022      | Шона Міллер-Уйбо Багамські Острови         | Марілейді Пауліно Домініканська Республіка | Сада Вільямс Барбадос        |
| 2023      | Марілейді Пауліно Домініканська Республіка | Наталя Качмарек Польща                     | Сада Вільямс Барбадос        |

### 800 метрів
| Чемпіонат | Золото                             | Срібло                          | Бронза                        |
| --------- | ---------------------------------- | ------------------------------- | ----------------------------- |
| 1983      | Ярміла Кратохвілова Чехословаччина | Любов Гуріна СРСР               | Катерина Подкопаєва СРСР      |
| 1987      | Зігрун Водарс НДР                  | Крістіне Вахтель НДР            | Любов Гуріна СРСР             |
| 1991      | Лілія Нурутдінова СРСР             | Ана Фіделія Кірот Куба          | Елла Ковач Румунія            |
| 1993      | Марія Мутола Мозамбік              | Любов Гуріна Росія              | Елла Ковач Румунія            |
| 1995      | Ана Фіделія Кірот Куба             | Летиція Врісде Суринам          | Келлі Голмс Велика Британія   |
| 1997      | Ана Фіделія Кірот Куба             | Олена Афанасьєва Росія          | Марія Мутола Мозамбік         |
| 1999      | Людмила Форманова Чехія            | Марія Мутола Мозамбік           | Світлана Мастеркова Росія     |
| 2001      | Марія Мутола Мозамбік              | Штефані Граф Австрія            | Летиція Врісде Суринам        |
| 2003      | Марія Мутола Мозамбік              | Келлі Голмс Велика Британія     | Наталія Хрущельова Росія      |
| 2005      | Сулія Калатаюд Куба                | Гасна Бенгассі Марокко          | Тетяна Андріанова Росія       |
| 2007      | Джанет Джепкосґей Кенія            | Гасна Бенгассі Марокко          | Майте Мартінес Іспанія        |
| 2009      | Кастер Семеня ПАР                  | Джанет Джепкосґей Кенія         | Дженні Медоуз Велика Британія |
| 2011      | Кастер Семеня ПАР                  | Джанет Джепкосґей Кенія         | Алісія Монтаньйо США          |
| 2013      | Юніс Сум Кенія                     | Бренда Мартінес США             | Алісія Монтаньйо США          |
| 2015      | Марина Арзамасова Білорусь         | Мелісса Бішоп Канада            | Юніс Сум Кенія                |
| 2017      | Кастер Семеня ПАР                  | Франсін Нійонсаба Бурунді       | Аджей Вілсон США              |
| 2019      | Галіма Накаї Уганда                | Ревін Роджерс США               | Аджей Вілсон США              |
| 2022      | Атінг Му США                       | Кілі Годжкінсон Велика Британія | Мері Мораа Кенія              |
| 2023      | Мері Мораа Кенія                   | Кілі Годжкінсон Велика Британія | Атінг Му США                  |

### 1500 метрів
| Чемпіонат | Золото                      | Срібло                        | Бронза                       |
| --------- | --------------------------- | ----------------------------- | ---------------------------- |
| 1983      | Мері Декер США              | Заміра Зайцева СРСР           | Катерина Подкопаєва СРСР     |
| 1987      | Тетяна Самоленко СРСР       | Гільдегард Кернер НДР         | Дойна Мелінте Румунія        |
| 1991      | Гассіба Булмерка Алжир      | Тетяна Доровських СРСР        | Людмила Рогачова СРСР        |
| 1993      | Лю Дун КНР                  | Соня О'Саллівен Ірландія      | Гассіба Булмерка Алжир       |
| 1995      | Гассіба Булмерка Алжир      | Келлі Голмс Велика Британія   | Карла Сакраменту Португалія  |
| 1997      | Карла Сакраменту Португалія | Реджина Джекобс США           | Аніта Веєрманн Швейцарія     |
| 1999      | Світлана Мастеркова Росія   | Реджина Джекобс США           | Кутре Дулеча Ефіопія         |
| 2001      | Габріела Сабо Румунія       | Віолета Секелі Румунія        | Наталія Горелова Росія       |
| 2003      | Тетяна Томашова Росія       | Сюрейя Айган Туреччина        | Гейлі Таллет Велика Британія |
| 2005      | Тетяна Томашова Росія       | Ольга Єгорова Росія           | Бушра Гез'єль Франція        |
| 2007      | Мар'ям Юсуф Джамал Бахрейн  | Ірина Ліщинська Україна       | Данієла Йорданова Болгарія   |
| 2009      | Мар'ям Юсуф Джамал Бахрейн  | Ліза Добріскі Велика Британія | Шеннон Роубері США           |
| 2011      | Дженніфер Сімпсон США       | Ганна Інгленд Велика Британія | Наталія Родрігес Іспанія     |
| 2013      | Абеба Арегаві Швеція        | Дженніфер Сімпсон США         | Геллен Обірі Кенія           |
| 2015      | Гензебе Дібаба Ефіопія      | Фейт Кіп'єгон Кенія           | Сіфан Гассан Нідерланди      |
| 2017      | Фейт Кіп'єгон Кенія         | Дженніфер Сімпсон США         | Кастер Семеня ПАР            |
| 2019      | Сіфан Гассан Нідерланди     | Фейт Кіп'єгон Кенія           | Гудаф Цегай Ефіопія          |
| 2022      | Фейт Кіп'єгон Кенія         | Гудаф Цегай Ефіопія           | Лора М'юр Велика Британія    |
| 2023      | Фейт Кіп'єгон Кенія         | Дірібе Велтеджі Ефіопія       | Сіфан Гассан Нідерланди      |

### 5000 метрів
- дисципліна представлена в програмі чемпіонатів світу, починаючи з 1995

| Чемпіонат | Золото                   | Срібло                      | Бронза                             |
| --------- | ------------------------ | --------------------------- | ---------------------------------- |
| 1995      | Соня О'Саллівен Ірландія | Фернанда Рібейру Португалія | Захра Уазіз Марокко                |
| 1997      | Габріела Сабо Румунія    | Роберта Брюне Італія        | Фернанда Рібейру Португалія        |
| 1999      | Габріела Сабо Румунія    | Захра Уазіз Марокко         | Аєлех Ворку Ефіопія                |
| 2001      | Ольга Єгорова Росія      | Марта Домінгес Іспанія      | Аєлех Ворку Ефіопія                |
| 2003      | Тірунеш Дібаба Ефіопія   | Марта Домінгес Іспанія      | Едіт Масаї Кенія                   |
| 2005      | Тірунеш Дібаба Ефіопія   | Месерет Дефар Ефіопія       | Еджегаєгу Дібаба Ефіопія           |
| 2007      | Месерет Дефар Ефіопія    | Вів'єн Черуйот Кенія        | Пріска Джеплетінг Чероно Кенія     |
| 2009      | Вів'єн Черуйот Кенія     | Сільвія Кібет Кенія         | Месерет Дефар Ефіопія              |
| 2011      | Вів'єн Черуйот Кенія     | Сільвія Кібет Кенія         | Месерет Дефар Ефіопія              |
| 2013      | Месерет Дефар Ефіопія    | Мерсі Чероно Кенія          | Алмаз Аяна Ефіопія                 |
| 2015      | Алмаз Аяна Ефіопія       | Сенбере Тефері Ефіопія      | Гензебе Дібаба Ефіопія             |
| 2017      | Геллен Обірі Кенія       | Алмаз Аяна Ефіопія          | Сіфан Гассан Нідерланди            |
| 2019      | Геллен Обірі Кенія       | Маргарет Кіпкембої Кенія    | Констанце Клостергальфен Німеччина |
| 2022      | Гудаф Цегай Ефіопія      | Беатріс Чебет Кенія         | Давіт Сеяум Ефіопія                |
| 2023      | Фейт Кіп'єгон Кенія      | Сіфан Гассан Нідерланди     | Беатріс Чебет Кенія                |

### 10000 метрів
- дисципліна представлена в програмі чемпіонатів світу, починаючи з 1987

| Чемпіонат | Золото                        | Срібло                        | Бронза                    |
| --------- | ----------------------------- | ----------------------------- | ------------------------- |
| 1987      | Інгрід Крістіансен Норвегія   | Олена Жупієва СРСР            | Катрін Улльріх НДР        |
| 1991      | Ліз Макколган Велика Британія | Чжун Хуаньді КНР              | Ван Сютін КНР             |
| 1993      | Ван Цзюнься КНР               | Чжун Хуаньді КНР              | Саллі Барсосіо Кенія      |
| 1995      | Фернанда Рібейру Португалія   | Дерарту Тулу Ефіопія          | Тегла Лорупе Кенія        |
| 1997      | Саллі Барсосіо Кенія          | Фернанда Рібейру Португалія   | Масако Тіба Японія        |
| 1999      | Гете Вамі Ефіопія             | Пола Редкліфф Велика Британія | Тегла Лорупе Кенія        |
| 2001      | Дерарту Тулу Ефіопія          | Берхане Адере Ефіопія         | Гете Вамі Ефіопія         |
| 2003      | Берхане Адере Ефіопія         | Веркнеш Кідане Ефіопія        | Сунь Інцзе КНР            |
| 2005      | Тірунеш Дібаба Ефіопія        | Берхане Адере Ефіопія         | Еджегаєгу Дібаба Ефіопія  |
| 2007      | Тірунеш Дібаба Ефіопія        | Кара Гучер США                | Джо Пейві Велика Британія |
| 2009      | Лінет Масаї Кенія             | Меселеш Мелкаму Ефіопія       | Вуде Аялев Ефіопія        |
| 2011      | Вів'єн Черуйот Кенія          | Саллі Кіп'єго Кенія           | Лінет Масаї Кенія         |
| 2013      | Тірунеш Дібаба Ефіопія        | Гледіс Чероно Кенія           | Белайнеш Олджіра Ефіопія  |
| 2015      | Вів'єн Черуйот Кенія          | Гелете Бурка Ефіопія          | Емілі Інфелд США          |
| 2017      | Алмаз Аяна Ефіопія            | Тірунеш Дібаба Ефіопія        | Агнес Джебет Тіроп Кенія  |
| 2019      | Сіфан Гассан Нідерланди       | Летесенбет Гідей Ефіопія      | Агнес Джебет Тіроп Кенія  |
| 2022      | Летесенбет Гідей Ефіопія      | Геллен Обірі Кенія            | Маргарет Кіпкембої Кенія  |
| 2023      | Гудаф Цегай Ефіопія           | Летесенбет Гідей Ефіопія      | Еджгаєху Тає Ефіопія      |

### 100 метрів з бар'єрами
| Чемпіонат | Золото                       | Срібло                         | Бронза                         |
| --------- | ---------------------------- | ------------------------------ | ------------------------------ |
| 1983      | Беттіне Ян НДР               | Керстін Кнабе НДР              | Гінка Загорчева Болгарія       |
| 1987      | Гінка Загорчева Болгарія     | Глорія Уйбель НДР              | Корнелія Ошкенат НДР           |
| 1991      | Людмила Нарожиленко СРСР     | Ґейл Діверс США                | Наталія Григор'єва СРСР        |
| 1993      | Ґейл Діверс США              | Марина Азябіна Росія           | Лінда Толберт США              |
| 1995      | Ґейл Діверс США              | Ольга Шишигіна Казахстан       | Юлія Граудинь Росія            |
| 1997      | Людмила Енквіст Швеція       | Светла Димитрова Болгарія      | Мішель Фрімен Ямайка           |
| 1999      | Ґейл Діверс США              | Глорі Алозі Нігерія            | Людмила Енгквіст Швеція        |
| 2001      | Анджанетта Кіркленд США      | Ґейл Діверс США                | Ольга Шишигіна Казахстан       |
| 2003      | Пердіта Фелісьєн Канада      | Бріджит Фостер Ямайка          | Маїша Маккелві США             |
| 2005      | Мішель Перрі США             | Деллорін Енніс-Ландон Ямайка   | Бріджит Фостер-Гілтон Ямайка   |
| 2007      | Мішель Перрі США             | Пердіта Фелісьєн Канада        | Деллорін Енніс-Ландон Ямайка   |
| 2009      | Бріджит Фостер-Гілтон Ямайка | Прісцилла Лопес-Шліп Канада    | Деллорін Енніс-Ландон Ямайка   |
| 2011      | Саллі Пірсон Австралія       | Данієль Каррузерс США          | Дон Гарпер США                 |
| 2013      | Бріанна Роллінс США          | Саллі Пірсон Австралія         | Тіффані Портер Велика Британія |
| 2015      | Данієль Вільямс Ямайка       | Сінді Роледер Німеччина        | Аліна Талай Білорусь           |
| 2017      | Саллі Пірсон Австралія       | Дон Гарпер-Нельсон США         | Памела Дуткевич Німеччина      |
| 2019      | Ніа Алі США                  | Кендра Гаррісон США            | Данієль Вільямс Ямайка         |
| 2022      | Тобі Амусан Нігерія          | Брітані Андерсон Ямайка        | Ясмін Камачо-Квінн Пуерто-Рико |
| 2023      | Данієль Вільямс Ямайка       | Ясмін Камачо-Квінн Пуерто-Рико | Кендра Гаррісон США            |

### 400 метрів з бар'єрами
| Чемпіонат | Золото                           | Срібло                        | Бронза                          |
| --------- | -------------------------------- | ----------------------------- | ------------------------------- |
| 1980      | Бербель Брошат НДР               | Еллен Нойманн НДР             | Петра Пфафф НДР                 |
| 1983      | Катерина Фесенко СРСР            | Анна Амбразене СРСР           | Еллен Фідлер НДР                |
| 1987      | Сабіне Буш НДР                   | Деббі Флінтофф Австралія      | Корнелія Улльріх НДР            |
| 1991      | Тетяна Ледовська СРСР            | Саллі Ганнелл Велика Британія | Джанін Вікерс США               |
| 1993      | Саллі Ганнелл Велика Британія    | Сандра Фармер-Патрік США      | Маргарита Пономарьова Росія     |
| 1995      | Кім Баттен США                   | Тоня Бафорд США               | Деон Геммінгс Ямайка            |
| 1997      | Неза Бідуан Марокко              | Деон Геммінгс Ямайка          | Кім Баттен США                  |
| 1999      | Даймі Пернія Куба                | Неза Бідуан Марокко           | Деон Геммінгс Ямайка            |
| 2001      | Неза Бідуан Марокко              | Юлія Печонкіна Росія          | Даймі Пернія Куба               |
| 2003      | Яна Піттман Австралія            | Сандра Гловер США             | Юлія Печонкіна Росія            |
| 2005      | Юлія Печонкіна Росія             | Лашинда Демус США             | Сандра Гловер США               |
| 2007      | Яна Ролінсон (Піттман) Австралія | Юлія Печонкіна Росія          | Анна Єсєнь Польща               |
| 2009      | Мелейн Вокер Ямайка              | Лашинда Демус США             | Джосанн Лукас Тринідад і Тобаго |
| 2011      | Лашинда Демус США                | Мелейн Вокер Ямайка           | Наталія Антюх Росія             |
| 2013      | Зузана Гейнова Чехія             | Далайла Мухаммад США          | Лашинда Демус США               |
| 2015      | Зузана Гейнова Чехія             | Шам'єр Літтл США              | Кассандра Тейт США              |
| 2017      | Корі Картер США                  | Далайла Мухаммад США          | Рістананна Трейсі Ямайка        |
| 2019      | Далайла Мухаммад США             | Сідні Мак-Лафлін США          | Рашелл Клейтон Ямайка           |
| 2022      | Сідні Мак-Лафлін США             | Фемке Бол Нідерланди          | Далайла Мухаммад США            |
| 2023      | Фемке Бол Нідерланди             | Шам'єр Літтл США              | Рашелл Клейтон Ямайка           |

### 3000 метрів з перешкодами
- дисципліна представлена в програмі чемпіонатів світу, починаючи з 2005

| Чемпіонат | Золото                  | Срібло                  | Бронза                          |
| --------- | ----------------------- | ----------------------- | ------------------------------- |
| 2005      | Доркус Індзікуру Уганда | Катерина Волкова Росія  | Джеруто Кіптум Кенія            |
| 2007      | Катерина Волкова Росія  | Тетяна Архипова Росія   | Юніс Джепкорір Кенія            |
| 2009      | Юлія Заруднева Росія    | Мілка Чейва Кенія       | Гульнара Самітова-Галкіна Росія |
| 2011      | Габіба Грібі Туніс      | Мілка Чейва Кенія       | Мерсі Ванджику Кенія            |
| 2013      | Мілка Чейва Кенія       | Лідія Чепкуруї Кенія    | Софія Ассефа Ефіопія            |
| 2015      | Гівін Кієнг Кенія       | Габіба Грібі Туніс      | Геза Краузе Німеччина           |
| 2017      | Емма Коберн США         | Кортні Фрерікс США      | Гівін Кієнг Кенія               |
| 2019      | Беатріс Чепкоеч Кенія   | Емма Коберн США         | Геза Краузе Німеччина           |
| 2022      | Нора Джеруто Казахстан  | Веркуха Гетачев Ефіопія | Мекідес Абебе Ефіопія           |
| 2023      | Вінфред Яві Бахрейн     | Беатріс Чепкоеч Кенія   | Фейт Черотіч Кенія              |

### 4×100 метрів
| Чемпіонат | Золото | Срібло | Бронза                                                                                           |
| --------- | --- | --- | ------------------------------------------------------------------------------------------------ |
| 1983      | НДРЗільке Гладіш Маріта Кох Інґрід Ауерсвальд Марліс Ґер                                                                        | Велика БританіяДжоан Баптіст Кейті Кук Беверлі Коллендер Ширлі Томас                                                                             | ЯмайкаЛеліт Ходжес Жаклін П'юзі Джульєт Катберт Мерлін Отті                                      |
| 1987      | СШАЕліс Браун Даян Вільямс Флоренс Гріффіт Пем Маршалл                                                                          | НДРЗільке Гладіш Корнелія Ошкенат Керстін Берендт Марліс Ґер                                                                                     | СРСРІрина Слюсар Наталія Помощникова Наталія Герман Ольга Антонова                               |
| 1991      | ЯмайкаДалія Дугейні Джульєт Катберт Беверлі Мак-Дональд Мерлін Отті Мерлін Фрейзер (забіг)                                      | СРСРНаталія Ковтун Галина Мальчугіна Олена Виноградова Ірина Привалова                                                                           | НімеччинаГріт Броєр Катрін Краббе Сабіне Ріхтер Гайке Дрекслер                                   |
| 1993      | РосіяОльга Богословська Галина Мальчугіна Наталія Воронова Ірина Привалова Марина Транденкова (забіг)                           | СШАМішель Фінн Гвен Торренс Венді Верін Ґейл Діверс Шейла Еколс (забіг)                                                                          | ЯмайкаМішель Фрімен Джульєт Кемпбелл Ніколь Мітчелл Мерлін Отті Далія Дугейні (забіг)            |
| 1995      | СШАСелена Монді-Мілнер Карлетт Гудрі Крісте Гейнс Гвен Торренс Дандре Гілл (забіг)                                              | ЯмайкаДалія Дугейні Джульєт Катберт Беверлі Мак-Дональд Мерлін Отті Мішель Фрімен (забіг)                                                        | НімеччинаМелані Пашке Зільке Ліхтенгаґен Зільке-Беате Кнолль Ґабріеле Бекер                      |
| 1997      | СШАКрісте Гейнс Меріон Джонс Інгер Міллер Ґейл Діверс                                                                           | ЯмайкаБеверлі Мак-Дональд Мерлін Фрейзер Джульєт Катберт Беверлі Грант                                                                           | ФранціяПатрісія Жирар Крістін Аррон Дельфін Комб Сільвіан Фелікс Фредерік Банге (забіг)          |
| 1999      | Багамські ОстровиСаватеда Файнс Чандра Старрап Полін Девіс-Томпсон Деббі Фергюсон Елдісі Кларк-Льюїс (забіг)                    | ФранціяПатрісія Жирар Мюріель Юртіс Катя Бент Крістін Аррон Фабе Діа (забіг)                                                                     | ЯмайкаЕйлін Бейлі Мерлін Фрейзер Беверлі Мак-Дональд Піта-Гей Довді                              |
| 2001      | НімеччинаМелані Пашке Габі Рокмаєр Біргіт Рокмаєр Маріон Вагнер                                                                 | ФранціяСільвіан Фелікс Фредерік Бангуе Мюріель Юртіс Одіа Сідібе                                                                                 | ЯмайкаДжульєтт Кемпбелл Мерлін Фрейзер Беверлі Мак-Дональд Астія Волкер Елва Гулборн (забіг)     |
| 2003      | ФранціяПатрісія Жирар-Лено Мюріель Юртіс Сільвіан Фелікс Крістін Аррон                                                          | СШААнджела Вільямс Кріст Гейнс Інгер Міллер Торрі Едвардс Лорін Вільямс (забіг)                                                                  | РосіяОльга Федорова Юлія Табакова Марина Кислова Лариса Круглова                                 |
| 2005      | СШААнджела Дейгл Муна Лі Меліса Барбер Лорін Вільямс                                                                            | ЯмайкаДанієль Браунінг Шерон Сімпсон Елін Бейлі Вероніка Кемпбелл Беверлі Мак-Дональд (забіг)                                                    | БілорусьЮлія Нестеренко Наталія Сологуб Олена Невмержицька Оксана Драгун                         |
| 2007      | СШАЛорін Вільямс Еллісон Фелікс Мікель Барбер Торрі Едвардс Кармеліта Джетер (забіг) Мішель Льюїс (забіг)                       | ЯмайкаШері-Енн Брукс Керрон Стюарт Сімона Фейсі Вероніка Кемпбелл Шеллі-Енн Фрейзер (забіг)                                                      | БельгіяОлівія Борле Ганна Марієн Елоді Уедраоґо Кім Геварт                                       |
| 2009      | ЯмайкаСімона Фейсі Шеллі-Енн Фрейзер Елін Бейлі Керрон Стюарт                                                                   | Багамські ОстровиШеніка Фергюсон Чандра Старрап Крістін Амертіль Деббі Фергюсон-Маккензі                                                         | НімеччинаМаріон Вагнер Анне Меллінгер Кетлін Чирх Верена Зайлер                                  |
| 2011      | СШАБ'янка Найт Еллісон Фелікс Маршевет Маєрс Кармеліта Джетер Шалонда Соломон (забіг) Александрія Андерсон (забіг)              | ЯмайкаШеллі-Енн Фрейзер Керрон Стюарт Шерон Сімпсон Вероніка Кемпбелл-Браун Джура Леві (забіг)                                                   | УкраїнаОлеся Повх Наталія Погребняк Марія Рємєнь Христина Стуй                                   |
| 2013      | ЯмайкаКеррі Расселл Керрон Стюарт Скіллоні Калверт Шеллі-Енн Фрейзер-Прайс Шері-Енн Брукс (забіг)                               | СШАДженеба Тармо Александрія Андерсон Інгліш Гарднер Октавіус Фрімен                                                                             | Велика БританіяДіна Ашер-Сміт Ешлі Нельсон Аннабелль Льюїс Гейлі Джонс                           |
| 2015      | ЯмайкаВероніка Кемпбелл-Браун Наташа Моррісон Елейн Томпсон Шеллі-Енн Фрейзер-Прайс Шерон Сімпсон (забіг) Керрон Стюарт (забіг) | СШАІнгліш Гарднер Еллісон Фелікс Дженна Прандіні Джасмін Тодд                                                                                    | Тринідад і ТобагоКеллі-Енн Баптіст Мішель-Лі Ає Райаре Томас Семой Хекетт Халіфа Сенфорт (забіг) |
| 2017      | СШААлія Браун Еллісон Фелікс Моролаке Акіносун Торі Бові Аріана Вашингтон (забіг)                                               | Велика БританіяАша Філіп Дезіре Генрі Діна Ашер-Сміт Дерілл Нейта                                                                                | ЯмайкаДжура Леві Наташа Моррісон Сімон Фейсі Сашалі Форбс Крістанія Вільямс (забіг)              |
| 2019      | ЯмайкаНаталія Вайт Шеллі-Енн Фрейзер-Прайс Джоніель Сміт Шеріка Джексон Наташа Моррісон (забіг)                                 | Велика БританіяАша Філіп Діна Ашер-Сміт Ешлі Нельсон Дерілл Нейта Імані Лансіквот (забіг)                                                        | СШАДезерія Браянт Тіна Деніелс Моролаке Акіносун Кіара Паркер                                    |
| 2022      | СШАМелісса Джефферсон Еббі Штайнер Дженна Прандіні Тваніша Террі Алея Гоббс (забіг)                                             | ЯмайкаКемба Нельсон Елейн Томпсон-Гера Шеллі-Енн Фрейзер-Прайс Шеріка Джексон Бріана Вільямс (забіг) Наталія Вайт (забіг) Ремона Берчелл (забіг) | НімеччинаТатьяна Пінту Александра Бурґгардт Джина Люкенкемпер Ребекка Гаазе                      |
| 2023      | СШАТамарі Девіс Тваніша Террі Габрієль Томас Шакеррі Річардсон Тамара Кларк (забіг) Мелісса Джефферсон (забіг)                  | ЯмайкаНаташа Моррісон Шеллі-Енн Фрейзер-Прайс Сашалі Форбс Шеріка Джексон Бріана Вільямс (забіг) Елейн Томпсон-Гера (забіг)                      | Велика БританіяАша Філіп Імані Лансіквот Б'янка Вільямс Дерілл Нейта Енні Тегоу (забіг)          |

### 4×400 метрів
| Чемпіонат | Золото | Срібло | Бронза |
| --------- | --- | --- | --- |
| 1983      | НДРКерстін Вальтер Сабіне Буш Маріта Кох Дагмар Рюбзам Ундіне Бремер (забіг) Еллен Фідлер (забіг)                                                              | ЧехословаччинаТатьяна Коцембова Мілена Матейковічова Зузана Моравчикова Ярміла Кратохвілова                                                      | СРСРОлена Корбан Марина Іванова Ірина Баскакова Марія Пінігіна                                                                 |
| 1987      | НДРДагмар Нойбауер Кірстен Еммельманн Петра Мюллер Сабіне Буш Корнелія Улльріх (забіг)                                                                         | СРСРАеліта Юрченко Ольга Назарова Марія Пінігіна Ольга Бризгіна                                                                                  | СШАДаян Діксон Денін Говард Валері Бріско Ліллі Лезервуд                                                                       |
| 1991      | СРСРТетяна Ледовська Людмила Джигалова Ольга Назарова Ольга Бризгіна Анна Чуприна (забіг)                                                                      | СШАРошель Стівенс Даян Діксон Джерл Майлз Ліллі Лезервуд Наташа Кайзер-Браун (забіг)                                                             | НімеччинаУта Ролендер Катрін Краббе Крістіне Вахтель Гріт Броєр Аннетт Гессельбарт (забіг) Катрін Шрайтер (забіг)              |
| 1993      | СШАГвен Торренс Мейсел Мелоун Наташа Кайзер-Браун Джерл Майлз Террі Денді (забіг) Мішель Коллінз (забіг)                                                       | РосіяОлена Рузіна Тетяна Алексеєва Маргарита Пономарьова Ірина Привалова Олена Голешева (забіг) Віра Сичугова (забіг)                            | Велика БританіяЛінда Кіоф Філіс Сміт Трейсі Годдард Саллі Ганнелл                                                              |
| 1995      | СШАКім Грем Рошель Стівенс Камара Джонс Джерл Майлз Ніколь Грін (забіг)                                                                                        | РосіяТетяна Чебикіна Світлана Гончаренко Юлія Сотникова Олена Андреєва Тетяна Захарова (забіг)                                                   | АвстраліяЛі Нейлор Рене Поетчка Мелінда Ґейнсфорд-Тейлор Кеті Фрімен                                                           |
| 1997      | НімеччинаАнке Феллер Ута Ролендер Аня Рюкер Гріт Броєр | СШАМейсел Мелоун-Воллес Кім Грем Кім Баттен Джерл Майлз Наташа Кайзер-Браун (забіг) Мішель Коллінз (забіг)                                       | ЯмайкаІнес Тернер Лоррейн Грем Деон Геммінгс Сенді Річардс Надя Грем (забіг)                                                   |
| 1999      | РосіяТетяна Чебикіна Світлана Гончаренко Ольга Котлярова Наталія Назарова Наталія Шарова (забіг) Катерина Бахвалова (забіг)                                    | СШАСюзіенн Рейд Мейсел Мелоун-Воллес Мішель Коллінз Джерл Майлз Кларк Андреа Андерсон (забіг)                                                    | НімеччинаАнке Феллер Ута Ролендер Аня Рюкер Гріт Броєр Аня Кніппель (забіг)                                                    |
| 2001      | ЯмайкаСенді Річардс Кетрін Скотт-Помалес Деббі-Енн Перріс Лоррейн Фентон Мішель Бургер (забіг) Деон Геммінгс (забіг)                                           | НімеччинаФлоранс Екпо-Умо Шанта Гош Клаудія Маркс Гріт Броєр                                                                                     | РосіяІрина Росіхіна Юлія Печонкіна Анастасія Капачинська Олеся Зикіна Наталія Шевцова (забіг)                                  |
| 2003      | СШАДеметрія Вашингтон Джерл Майлз Кларк Меліса Барбер Саня Річардс Діді Троттер (забіг)                                                                        | РосіяАнастасія Капачинська Наталія Назарова Олеся Зикіна Юлія Печонкіна Світлана Поспєлова (забіг) Світлана Гончаренко (забіг)                   | ЯмайкаАллісон Бекфорд Лоррейн Фентон Ронетта Сміт Сенді Річардс Мішель Бургер (забіг)                                          |
| 2005      | РосіяЮлія Печонкіна Олеся Красномовець Наталія Антюх Світлана Поспєлова Тетяна Фірова (забіг) Олеся Зикіна (забіг)                                             | ЯмайкаШеріка Вільямс Новлін Вільямс Ронетта Сміт Лоррейн Фентон                                                                                  | Велика БританіяЛі Макконелл Донна Фрейзер Нікола Сандерс Крістін Огуруоґу                                                      |
| 2007      | СШАДіді Троттер Еллісон Фелікс Мері Вайнберг Саня Річардс Монік Геннаган (забіг) Наташа Гастінгс (забіг)                                                       | ЯмайкаШеріка Вільямс Шеріфа Ллойд Давіта Прендергаст Новлін Вільямс Анастасія Лерой (забіг)                                                      | Велика БританіяКрістін Огуруоґу Мерілін Окоро Лі Макконелл Нікола Сандерс Донна Фрейзер (забіг)                                |
| 2009      | СШАДеббі Данн Еллісон Фелікс Лашинда Демус Саня Річардс Наташа Гастінгс (забіг) Джессіка Беард (забіг)                                                         | ЯмайкаРозмарі Вайт Новлін Вільямс-Міллс Шеріфа Ллойд Шеріка Вільямс Каліс Спенсер (забіг)                                                        | Велика БританіяЛі Макконелл Крістін Огуруоґу Вікі Барр Нікола Сандерс Дженні Медоуз (забіг)                                    |
| 2011      | СШАСаня Річардс Еллісон Фелікс Джессіка Беард Франсена Маккорорі Наташа Гастінгс (забіг) Кіша Бейкер (забіг)                                                   | ЯмайкаРозмарі Вайт Давіта Прендергаст Новлін Вільямс-Міллс Шеріка Вільямс Шеріфа Ллойд (забіг) Патрісія Голл (забіг)                             | Велика БританіяПеррі Шейкс-Дрейтон Нікола Сандерс Крістін Огуруоґу Лі Макконнелл                                               |
| 2013      | СШАДжессіка Беард Наташа Гастінгс Ешлі Спенсер Франсена Маккорорі Джоанна Аткінс (забіг)                                                                       | Велика БританіяЕйлід Чайлд Шейна Кокс Маргарет Адеоє Крістін Огуруоґу                                                                            | ФранціяМарі Гайо Ленора Гійон-Фірман Мюріель Юртіс Флорія Гвей Фара Анашарсіс (забіг)                                          |
| 2015      | ЯмайкаКрістін Дей Шеріка Джексон Стефані-Енн Макферсон Новлін Вільямс-Міллс Анастасія Лерой (забіг) Крісанн Гордон (забіг)                                     | СШАСаня Річардс-Росс Наташа Гастінгс Еллісон Фелікс Франсена Маккорорі Філліс Френсіс (забіг) Джессіка Беард (забіг)                             | Велика БританіяКрістін Огуруоґу Аніка Онуора Ейлід Чайлд Серен Банді-Девіс Кірстен Макаслан (забіг)                            |
| 2017      | СШАКванера Гейз Еллісон Фелікс Шакіма Вімблі Філліс Френсіс Кендалл Елліс (забіг) Наташа Гастінгс (забіг)                                                      | Велика БританіяЗої Кларк Лавіаї Нільсен Ейлід Дойл Емілі Даймонд Перрі Шейкс-Дрейтон (забіг)                                                     | ПольщаМалгожата Голуб Іга Баумгарт Александра Гаворська Юстина Швенти [Патриція Вичишкевич (забіг) Мартина Домбровська (забіг) |
| 2019      | СШАФілліс Френсіс Сідні Мак-Лафлін Далайла Мухаммад Вейдлайн Джонатас Джессіка Беард (забіг) Еллісон Фелікс (забіг) Кендалл Елліс (забіг) Кортні Около (забіг) | ПольщаІга Баумгарт-Вітан Патриція Вичишкевич Малгожата Голуб-Ковалик Юстина Швенти-Ерсетиць Анна Келбасинська (забіг)                            | ЯмайкаАнастасія Лерой Тіффані Джеймс Стефані-Енн Макферсон Шеріка Джексон Ронейша Мак-Грегор (забіг)                           |
| 2022      | СШАТаліта Діггс Еббі Штайнер Бріттон Вілсон Сідні Мак-Лафлін Еллісон Фелікс (забіг) Кайлін Вітні (забіг) Джейд Стептер Бейнс (забіг)                           | ЯмайкаКендіс Мак-Леод Дженів Расселл Стефані-Енн Макферсон Шарукі Янг Стейсі Енн Вільямс (забіг) Джунелл Бромфілд (забіг) Тіффані Джеймс (забіг) | Велика БританіяВікторія Огуруоґу Ніколь Єргін Джессі Найт Лавіаї Нільсен Ама Піпі (забіг)                                      |
| 2023      | НідерландиЕвеліне Салберг Ліке Клавер Кателейн Петерс Фемке Бол Лісанне де Вітте (забіг)                                                                       | ЯмайкаКендіс Мак-Леод Дженів Расселл Нікіша Прайс Стейсі Енн Вільямс Чарокі Янг (забіг) Шаєнн Селмон (забіг)                                     | Велика БританіяЛавіаї Нільсен Амбер Аннінг Ама Піпі Ніколь Єргін Ємі Мері Джон (забіг)                                         |

### Марафон
| Чемпіонат | Золото                        | Срібло                     | Бронза                      |
| --------- | ----------------------------- | -------------------------- | --------------------------- |
| 1983      | Грете Вайтц Норвегія          | Меріенн Дікерсон США       | Раїса Смехнова СРСР         |
| 1987      | Роза Мота Португалія          | Зоя Іванова СРСР           | Жослін Вільтон Франція      |
| 1991      | Ванда Панфіль Польща          | Ямасіта Сатіко Японія      | Катрін Дерре Німеччина      |
| 1993      | Асарі Дзюнко Японія           | Мануела Машаду Португалія  | Абе Томое Японія            |
| 1995      | Мануела Машаду Португалія     | Ануца Кетуне Румунія       | Орнелла Феррара Італія      |
| 1997      | Судзукі Хіромі Японія         | Мануела Машаду Португалія  | Лідія Шимон Румунія         |
| 1999      | Чон Сон Ок Північна Корея     | Ітіхасі Арі Японія         | Лідія Шимон Румунія         |
| 2001      | Лідія Шимон Румунія           | Тоса Рейко Японія          | Світлана Захарова Росія     |
| 2003      | Кетрін Ндереба Кенія          | Ногуті Мідзукі Японія      | Тіба Масако Японія          |
| 2005      | Пола Редкліфф Велика Британія | Кетрін Ндереба Кенія       | Константіна Томеску Румунія |
| 2007      | Кетрін Ндереба Кенія          | Чжоу Чуньсю КНР            | Тоса Рейко Японія           |
| 2009      | Бай Сюе КНР                   | Одзакі Йосімі Японія       | Аселефеш Мергія Ефіопія     |
| 2011      | Една Кіплагат Кенія           | Пріска Джепту Кенія        | Шерон Чероп Кенія           |
| 2013      | Една Кіплагат Кенія           | Валерія Странео Італія     | Фукусі Кайоко Японія        |
| 2015      | Маре Дібаба Ефіопія           | Гела Кіпроп Кенія          | Юніс Кірва Бахрейн          |
| 2017      | Роуз Челімо Бахрейн           | Една Кіплагат Кенія        | Еймі Крегг США              |
| 2019      | Рут Чепнгетіч Кенія           | Роуз Челімо Бахрейн        | Гелалія Йоганнес Намібія    |
| 2022      | Готітом Гебресласе Ефіопія    | Джудіт Джептум Корір Кенія | Лона Салпетер Ізраїль       |
| 2023      | Амане Берісо Шанкуле Ефіопія  | Готітом Гебресласе Ефіопія | Фатіма Гардаді Марокко      |

### Ходьба 20 кілометрів
- дисципліна представлена в програмі чемпіонатів світу, починаючи з 1999

| Чемпіонат | Золото                    | Срібло                           | Бронза                        |
| --------- | ------------------------- | -------------------------------- | ----------------------------- |
| 1999      | Лю Хунюй КНР              | Ван Ян КНР                       | Керрі Саксбі-Джунна Австралія |
| 2001      | Олімпіада Іванова Росія   | Валентина Цибульська Білорусь    | Елізабетта Перроне Італія     |
| 2003      | Олена Ніколаєва Росія     | Джилліан О'Салліван Ірландія     | Валентина Цибульська Білорусь |
| 2005      | Олімпіада Іванова Росія   | Ріта Турова Білорусь             | Сузана Фейтор Португалія      |
| 2007      | Ольга Каніськіна Росія    | Тетяна Шемякіна Росія            | Марія Васко Іспанія           |
| 2009      | Олів Лафнан Ірландія      | Лю Хун КНР                       | Аніся Кірдяпкіна Росія        |
| 2011      | Лю Хун КНР                | Еліза Ріґаудо Італія             | Цєян Шеньцзє КНР              |
| 2013      | Лю Хун КНР                | Сунь Хуаньхуань КНР              | Еліза Ріґаудо Італія          |
| 2015      | Лю Хун КНР                | Люй Сючжи КНР                    | Людмила Оляновська Україна    |
| 2017      | Ян Цзяюй КНР              | Марія Гвадалупе Гонсалес Мексика | Антонелла Пальмізано Італія   |
| 2019      | Лю Хун КНР                | Цєян Шеньцзє КНР                 | Ян Люцзин КНР                 |
| 2022      | Кімберлі Гарсія Леон Перу | Катажина Здзебло Польща          | Цєян Шеньцзє КНР              |
| 2023      | Марія Перес Іспанія       | Джемайма Монтаг Австралія        | Антонелла Пальмізано Італія   |

### Ходьба 35 кілометрів
| Чемпіонат | Золото                    | Срібло                    | Бронза                    |
| --------- | ------------------------- | ------------------------- | ------------------------- |
| 2022      | Кімберлі Гарсія Леон Перу | Катажина Здзебло Польща   | Цєян Шеньцзє КНР          |
| 2023      | Марія Перес Іспанія       | Кімберлі Гарсія Леон Перу | Антігоні Дрісбіоті Греція |

### Стрибки у висоту
| Чемпіонат | Золото                                     | Срібло                                          | Бронза                      |
| --------- | ------------------------------------------ | ----------------------------------------------- | --------------------------- |
| 1983      | Тамара Бикова СРСР                         | Ульріке Мейфарт ФРН                             | Луїз Ріттер США             |
| 1987      | Стефка Костадинова Болгарія                | Тамара Бикова СРСР                              | Сюзанне Баєр ФРН            |
| 1991      | Гайке Генкель Німеччина                    | Олена Єлесіна СРСР                              | Інга Бабакова СРСР          |
| 1993      | Йоамнет Кінтеро Куба                       | Сільвія Коста Куба                              | Зігрід Кірхманн Австрія     |
| 1995      | Стефка Костадинова Болгарія                | Аліна Астафеї Німеччина                         | Інга Бабакова Україна       |
| 1997      | Ганне Гогланн Норвегія                     | Ольга Калітуріна РосіяІнга Бабакова Україна     | не вручалась                |
| 1999      | Інга Бабакова Україна                      | Олена Єлєсіна Росія                             | Світлана Лапіна Росія       |
| 2001      | Гестрі Клуте ПАР                           | Інга Бабакова Україна                           | Кайса Бергквіст Швеція      |
| 2003      | Гестрі Клуте ПАР                           | Марина Купцова Росія                            | Кайса Бергквіст Швеція      |
| 2005      | Кайса Бергквіст Швеція                     | Шонте Говард США                                | Емма Грін Швеція            |
| 2007      | Бланка Влашич Хорватія                     | Антонієта ді Мартіно ІталіяГанна Чичерова Росія | не вручалась                |
| 2009      | Бланка Влашич Хорватія                     | Аріане Фрідріх Німеччина                        | Антонієта ді Мартіно Італія |
| 2011      | Ганна Чичерова Росія                       | Бланка Влашич Хорватія                          | Антонієта ді Мартіно Італія |
| 2013      | Бріджетта Барретт США                      | Ганна Чичерова РосіяРут Бейтья Іспанія          | не вручалась                |
| 2015      | Марія Кучина (Ласіцкене) Росія             | Бланка Влашич Хорватія                          | Ганна Чичерова Росія        |
| 2017      | Марія Ласіцкене Допущені нейтральні атлети | Юлія Левченко Україна                           | Каміла Ліцвінко Польща      |
| 2019      | Марія Ласіцкене Допущені нейтральні атлети | Ярослава Магучіх Україна                        | Вашті Каннінгем США         |
| 2022      | Елеанор Паттерсон Австралія                | Ярослава Магучіх Україна                        | Елена Валлортігара Італія   |
| 2023      | Ярослава Магучіх Україна                   | Елеанор Паттерсон Австралія                     | Нікола Оліслагерс Австралія |

### Стрибки з жердиною
- дисципліна представлена в програмі чемпіонатів світу, починаючи з 1999

| Чемпіонат | Золото                                       | Срібло                               | Бронза                                       |
| --------- | -------------------------------------------- | ------------------------------------ | -------------------------------------------- |
| 1999      | Стейсі Драгіла США                           | Анжела Балахонова Україна            | Тетяна Григорьєва Австралія                  |
| 2001      | Стейсі Драгіла США                           | Светлана Феофанова Росія             | Моніка Пирек Польща                          |
| 2003      | Светлана Феофанова Росія                     | Анніка Бекер Німеччина               | Олена Ісинбаєва Росія                        |
| 2005      | Олена Ісінбаєва Росія                        | Моніка Пирек Польща                  | Павла Гамачкова Чехія                        |
| 2007      | Олена Ісінбаєва Росія                        | Катержина Бадюрова Чехія             | Світлана Феофанова Росія                     |
| 2009      | Анна Роґовська Польща                        | Моніка Пирек ПольщаЧелсі Джонсон США | не вручалась                                 |
| 2011      | Фабіана Мурер Бразилія                       | Мартіна Штруц Німеччина              | Світлана Феофанова Росія                     |
| 2013      | Олена Ісинбаєва Росія                        | Дженн Сур США                        | Яріслей Сілва Куба                           |
| 2015      | Яріслей Сілва Куба                           | Фабіана Мурер Бразилія               | Ніколетта Кіріакопулу Греція                 |
| 2017      | Екатеріні Стефаніді Греція                   | Сенді Морріс США                     | Яріслей Сілва КубаРобейліс Пейнадо Венесуела |
| 2019      | Анжеліка Сидорова Допущені нейтральні атлети | Сенді Морріс США                     | Екатеріні Стефаніді Греція                   |
| 2022      | Кеті Наджеотт (Мун) США                      | Сенді Морріс США                     | Ніна Кеннеді Австралія                       |
| 2023      | Ніна Кеннеді Австралія                       | Кеті Мун США                         | Вілма Мурто Фінляндія                        |

### Стрибки в довжину
| Чемпіонат | Золото                          | Срібло                                   | Бронза                              |
| --------- | ------------------------------- | ---------------------------------------- | ----------------------------------- |
| 1983      | Гайке Дауте (Дрекслер) НДР      | Анішоара Кушмір Румунія                  | Керол Льюїс США                     |
| 1987      | Джекі Джойнер-Керсі США         | Олена Белевська СРСР                     | Гайке Дрекслер НДР                  |
| 1991      | Джекі Джойнер-Керсі США         | Гайке Дрекслер Німеччина                 | Лариса Бережна СРСР                 |
| 1993      | Гайке Дрекслер Німеччина        | Лариса Бережна Україна                   | Рената Нільсен Данія                |
| 1995      | Фіона Мей Італія                | Ньюрка Монтальво Куба                    | Ірина Мушаїлова Росія               |
| 1997      | Людмила Галкіна Росія           | Нікі Ксанту Греція                       | Фіона Мей Італія                    |
| 1999      | Ньюрка Монтальво Іспанія        | Фіона Мей Італія                         | Меріон Джонс США                    |
| 2001      | Фіона Мей Італія                | Тетяна Котова Росія                      | Ньюрка Монтальво Іспанія            |
| 2003      | Юніс Барбер Франція             | Тетяна Котова Росія                      | Анджу Боббі Джордж Індія            |
| 2005      | Тіанна Медісон (Бартолетта) США | Юніс Барбер Франція                      | Яргеліс Савіньє Куба                |
| 2007      | Тетяна Лебедєва Росія           | Людмила Колчанова Росія                  | Тетяна Котова Росія                 |
| 2009      | Бріттні Різ США                 | Карін Меліс Мей Туреччина                | Найде Гомеш Португалія              |
| 2011      | Бріттні Різ США                 | Інета Радевич Латвія                     | Анастасія Мирончик-Іванова Білорусь |
| 2013      | Бріттні Різ США                 | Блессінґ Окаґбаре Нігерія                | Івана Шпанович Сербія               |
| 2015      | Тіанна Бартолетта США           | Шара Проктор Велика Британія             | Івана Шпанович Сербія               |
| 2017      | Бріттні Різ США                 | Дарія Клішина Допущені нейтральні атлети | Тіанна Бартолетта США               |
| 2019      | Малайка Мігамбо Німеччина       | Марина Бех-Романчук Україна              | Есе Бруме Нігерія                   |
| 2022      | Малайка Мігамбо Німеччина       | Есе Бруме Нігерія                        | Летісія Ору Мелу Бразилія           |
| 2023      | Івана Вулета (Шпанович) Сербія  | Тара Девіс-Вудхолл США                   | Аліна Ротару-Коттманн Румунія       |

### Потрійний стрибок
- дисципліна представлена в програмі чемпіонатів світу, починаючи з 1993

| Чемпіонат | Золото                    | Срібло                       | Бронза                    |
| --------- | ------------------------- | ---------------------------- | ------------------------- |
| 1993      | Анна Бірюкова Росія       | Йоланда Чен Росія            | Іва Пранджева Болгарія    |
| 1995      | Інесса Кравець Україна    | Іва Пранджева Болгарія       | Анна Бірюкова Росія       |
| 1997      | Шарка Кашпаркова Чехія    | Родіка Матееску Румунія      | Олена Говорова Україна    |
| 1999      | Параскеві Ціаміта Греція  | Яміле Алдама Куба            | Ольга Васдекі Греція      |
| 2001      | Тетяна Лебедєва Росія     | Франсуаз Мбанґо-Етон Камерун | Тереза Марінова Болгарія  |
| 2003      | Тетяна Лебедєва Росія     | Франсуаз Мбанґо-Етон Камерун | Магделін Мартінес Італія  |
| 2005      | Треша Сміт Ямайка         | Яргеліс Савіньє Куба         | Анна Пятих Росія          |
| 2007      | Яргеліс Савіньє Куба      | Тетяна Лебедєва Росія        | Марія Шестак Словенія     |
| 2009      | Яргеліс Савіньє Куба      | Мабель Гай Куба              | Анна Пятих Росія          |
| 2011      | Ольга Саладуха Україна    | Ольга Рипакова Казахстан     | Катерін Ібаргуен Колумбія |
| 2013      | Катерін Ібаргуен Колумбія | Катерина Конєва Росія        | Ольга Саладуха Україна    |
| 2015      | Катерін Ібаргуен Колумбія | Анна Князева-Міненко Ізраїль | Ольга Рипакова Казахстан  |
| 2017      | Юлімар Рохас Венесуела    | Катерін Ібаргуен Колумбія    | Ольга Рипакова Казахстан  |
| 2019      | Юлімар Рохас Венесуела    | Шаніка Рікеттс Ямайка        | Катерін Ібаргуен Колумбія |
| 2022      | Юлімар Рохас Венесуела    | Шаніка Рікеттс Ямайка        | Торі Франклін США         |
| 2023      | Юлімар Рохас Венесуела    | Марина Бех-Романчук Україна  | Леяніс Перес Куба         |

### Штовхання ядра
| Чемпіонат | Золото                            | Срібло                            | Бронза                      |
| --------- | --------------------------------- | --------------------------------- | --------------------------- |
| 1983      | Гелена Фібінгерова Чехословаччина | Гельма Кноршайдт НДР              | Ілона Слюп'янек НДР         |
| 1987      | Наталія Лісовська СРСР            | Катрін Наймке НДР                 | Інес Мюллер НДР             |
| 1991      | Хуан Чжихун КНР                   | Наталія Лісовська СРСР            | Світлана Кривельова СРСР    |
| 1993      | Хуан Чжихун КНР                   | Світлана Кривельова Росія         | Катрін Наймке Німеччина     |
| 1995      | Астрід Кумбернусс Німеччина       | Хуан Чжихун КНР                   | Светла Міткова Болгарія     |
| 1997      | Астрід Кумбернусс Німеччина       | Віта Павлиш Україна               | Штефані Шторп Німеччина     |
| 1999      | Астрід Кумбернусс Німеччина       | Надін Кляйнерт Німеччина          | Світлана Кривельова Росія   |
| 2001      | Яніна Корольчик Білорусь          | Надін Кляйнерт Німеччина          | Віта Павлиш Україна         |
| 2003      | Світлана Кривельова Росія         | Надія Остапчук Білорусь           | Віта Павлиш Україна         |
| 2005      | Ольга Рябінкіна Росія             | Валері Вілі (Адамс) Нова Зеландія | Надін Кляйнерт Німеччина    |
| 2007      | Валері Вілі (Адамс) Нова Зеландія | Надія Остапчук Білорусь           | Надін Кляйнерт Німеччина    |
| 2009      | Валері Вілі (Адамс) Нова Зеландія | Надін Кляйнерт Німеччина          | Ґун Ліцзяо КНР              |
| 2011      | Валері Адамс Нова Зеландія        | Джилліан Камарена-Вільямс США     | Ґун Ліцзяо КНР              |
| 2013      | Валері Адамс Нова Зеландія        | Крістіна Шваніц Німеччина         | Ґун Ліцзяо КНР              |
| 2015      | Крістіна Шваніц Німеччина         | Ґун Ліцзяо КНР                    | Мішель Картер США           |
| 2017      | Ґун Ліцзяо КНР                    | Аніта Мартон Угорщина             | Мішель Картер США           |
| 2019      | Ґун Ліцзяо КНР                    | Данніель Томас-Додд Ямайка        | Крістіна Шваніц Німеччина   |
| 2022      | Чейз Ілі США                      | Ґун Ліцзяо КНР                    | Джессіка Схілдер Нідерланди |
| 2023      | Чейз Ілі США                      | Сара Міттон Канада                | Ґун Ліцзяо КНР              |

### Метання диска
| Чемпіонат | Золото                            | Срібло                     | Бронза                         |
| --------- | --------------------------------- | -------------------------- | ------------------------------ |
| 1983      | Мартіна Опітц (Гелльманн) НДР     | Галина Мурашова СРСР       | Марія Петкова Болгарія         |
| 1987      | Мартіна Гелльманн НДР             | Діана Ганські НДР          | Цветанка Христова Болгарія     |
| 1991      | Цветанка Христова Болгарія        | Ільке Вілудда Німеччина    | Лариса Михальченко СРСР        |
| 1993      | Ольга Чернявська Росія            | Данієла Костьян Австралія  | Мінь Чуньфен КНР               |
| 1995      | Елліна Звєрєва Білорусь           | Ільке Вілудда Німеччина    | Ольга Чернявська Росія         |
| 1997      | Беатріс Фаумуїна Нова Зеландія    | Елліна Звєрєва Білорусь    | Наталія Садова Росія           |
| 1999      | Франка Дітцш Німеччина            | Анастасія Келесіду Греція  | Ніколета Грасу Румунія         |
| 2001      | Елліна Звєрєва Білорусь           | Ніколета Грасу Румунія     | Анастасія Келесіду Греція      |
| 2003      | Ірина Ятченко Білорусь            | Анастасія Келесіду Греція  | Екатеріні Вогголі Греція       |
| 2005      | Франка Дітцш Німеччина            | Наталія Садова Росія       | Вера Поспішилова-Цехлова Чехія |
| 2007      | Франка Дітцш Німеччина            | Яреліс Барріос Куба        | Ніколета Грасу Румунія         |
| 2009      | Дені Семюельс (Стівенс) Австралія | Яреліс Барріос Куба        | Ніколета Грасу Румунія         |
| 2011      | Лі Яньфен КНР                     | Надін Мюллер Німеччина     | Яреліс Барріос Куба            |
| 2013      | Сандра Перкович Хорватія          | Меліна Робер-Мішон Франція | Яреліс Барріос Куба            |
| 2015      | Денія Кабальєро Куба              | Сандра Перкович Хорватія   | Надін Мюллер Німеччина         |
| 2017      | Сандра Перкович Хорватія          | Дені Стівенс Австралія     | Меліна Робер-Мішон Франція     |
| 2019      | Яйме Перес Куба                   | Денія Кабальєро Куба       | Сандра Перкович Хорватія       |
| 2022      | Фен Бінь КНР                      | Сандра Перкович Хорватія   | Валарі Олман США               |
| 2023      | Лаулауга Таусага США              | Валарі Олман США           | Фен Бінь КНР                   |

### Метання молота
- дисципліна представлена в програмі чемпіонатів світу, починаючи з 1999

| Чемпіонат | Золото                  | Срібло                  | Бронза                            |
| --------- | ----------------------- | ----------------------- | --------------------------------- |
| 1999      | Міхаела Мелінте Румунія | Ольга Кузенкова Росія   | Лайза Місіпека Американське Самоа |
| 2001      | Їпсі Морено Куба        | Ольга Кузенкова Росія   | Бронвін Іглс Австралія            |
| 2003      | Їпсі Морено Куба        | Ольга Кузенкова Росія   | Мануела Монтебрюн Франція         |
| 2005      | Їпсі Морено Куба        | Тетяна Лисенко Росія    | Мануела Монтебрюн Франція         |
| 2007      | Бетті Гайдлер Німеччина | Їпсі Морено Куба        | Чжан Веньсю КНР                   |
| 2009      | Аніта Влодарчик Польща  | Бетті Гайдлер Німеччина | Мартіна Грашнова Словаччина       |
| 2011      | Тетяна Лисенко Росія    | Бетті Гайдлер Німеччина | Чжан Веньсю КНР                   |
| 2013      | Аніта Влодарчик Польща  | Чжан Веньсю КНР         | Ван Чжен КНР                      |
| 2015      | Аніта Влодарчик Польща  | Чжан Веньсю КНР         | Александра Таверньє Франція       |
| 2017      | Аніта Влодарчик Польща  | Ван Чжен КНР            | Мальвіна Копрон Польща            |
| 2019      | Деанна Прайс США        | Йоанна Фьодоров Польща  | Ван Чжен КНР                      |
| 2022      | Брук Андерсен США       | Кемрін Роджерс Канада   | Джейні Кассанавойд США            |
| 2023      | Кемрін Роджерс Канада   | Джейні Кассанавойд США  | Деанна Прайс США                  |

### Метання списа
| Чемпіонат | Золото                         | Срібло                         | Бронза                        |
| --------- | ------------------------------ | ------------------------------ | ----------------------------- |
| 1983      | Тійна Ліллак Фінляндія         | Фатіма Вітбред Велика Британія | Анна Верулі Греція            |
| 1987      | Фатіма Вітбред Велика Британія | Петра Фельке НДР               | Беате Петерс ФРН              |
| 1991      | Сюй Демей КНР                  | Петра Маєр Німеччина           | Зільке Ренк Німеччина         |
| 1993      | Тріне Гаттестад Норвегія       | Карен Форкель Німеччина        | Наталія Шиколенко Білорусь    |
| 1995      | Наталія Шиколенко Білорусь     | Фелічія Тіля Румунія           | Мікаела Інгберг Фінляндія     |
| 1997      | Тріне Гаттестад Норвегія       | Джоанна Стоун Австралія        | Таня Дамаске Німеччина        |
| 1999      | Мірела Маніяні Греція          | Тетяна Шиколенко Росія         | Тріне Гаттестад Норвегія      |
| 2001      | Ослейдіс Менендес Куба         | Мірела Маніяні Греція          | Соня Біссет Куба              |
| 2003      | Мірела Маніяні Греція          | Тетяна Шиколенко Росія         | Штеффі Неріус Німеччина       |
| 2005      | Ослейдіс Менендес Куба         | Крістіна Оберґфелль Німеччина  | Штеффі Неріус Німеччина       |
| 2007      | Барбора Шпотакова Чехія        | Крістіна Оберґфелль Німеччина  | Штеффі Неріус Німеччина       |
| 2009      | Штеффі Неріус Німеччина        | Барбора Шпотакова Чехія        | Моніка Стоян Румунія          |
| 2011      | Барбора Шпотакова Чехія        | Сунетт Вільюн ПАР              | Крістіна Оберґфелль Німеччина |
| 2013      | Крістіна Оберґфелль Німеччина  | Кімберлі Мікл Австралія        | Марія Абакумова Росія         |
| 2015      | Катаріна Молітор Німеччина     | Люй Хуейхуей КНР               | Сунетт Вільюн ПАР             |
| 2017      | Барбора Шпотакова Чехія        | Лі Лінвей КНР                  | Люй Хуейхуей КНР              |
| 2019      | Келсі-Лі Барбер Австралія      | Лю Шиїн КНР                    | Люй Хуейхуей КНР              |
| 2022      | Келсі-Лі Барбер Австралія      | Кара Вінгер США                | Кітаґуті Харука Японія        |
| 2023      | Кітаґуті Харука Японія         | Флор Руїс Колумбія             | Маккензі Літтл Австралія      |

### Семиборство
| Чемпіонат | Золото                                   | Срібло                      | Бронза                          |
| --------- | ---------------------------------------- | --------------------------- | ------------------------------- |
| 1983      | Рамона Нойберт НДР                       | Сабіне Петц НДР             | Анке Фатер НДР                  |
| 1987      | Джекі Джойнер-Керсі США                  | Лариса Нікітіна СРСР        | Джейн Фредерік США              |
| 1991      | Сабіне Браун Німеччина                   | Лільяна Нестасе Румунія     | Ірина Белова СРСР               |
| 1993      | Джекі Джойнер-Керсі США                  | Сабіне Браун Німеччина      | Світлана Бурага Білорусь        |
| 1995      | Гада Шуаа Сирія                          | Світлана Москалець Росія    | Ріта Інанчі Угорщина            |
| 1997      | Сабіне Браун Німеччина                   | Деніз Льюїс Велика Британія | Ремігія Назаровене Литва        |
| 1999      | Юніс Барбер Франція                      | Деніз Льюїс Велика Британія | Гада Шуаа Сирія                 |
| 2001      | Олена Прохорова Росія                    | Наталія Сазанович Білорусь  | Шелія Баррелл США               |
| 2003      | Кароліна Клюфт Швеція                    | Юніс Барбер Франція         | Наталія Сазанович Білорусь      |
| 2005      | Кароліна Клюфт Швеція                    | Юніс Барбер Франція         | Маргарет Сімпсон Гана           |
| 2007      | Кароліна Клюфт Швеція                    | Людмила Блонська Україна    | Келлі Сатертон Велика Британія  |
| 2009      | Джессіка Енніс Велика Британія           | Дженніфер Езер Німеччина    | Каміла Чудзик Польща            |
| 2011      | Джессіка Енніс Велика Британія           | Дженніфер Езер Німеччина    | Кароліна Тимінська Польща       |
| 2013      | Ганна Мельниченко Україна                | Бріанна Тейсен-Ітон Канада  | Дафне Схіперс Нідерланди        |
| 2015      | Джессіка Енніс-Гілл Велика Британія      | Бріанна Тейсен-Ітон Канада  | Лаура Ікауніеце-Адмідіня Латвія |
| 2017      | Нафіссату Тіам Бельгія                   | Каролін Шефер Німеччина     | Анук Веттер Нідерланди          |
| 2019      | Катаріна Джонсон-Томпсон Велика Британія | Нафіссату Тіам Бельгія      | Верена Прайнер Австрія          |
| 2022      | Нафіссату Тіам Бельгія                   | Анук Веттер Нідерланди      | Анна Голл США                   |
| 2023      | Катаріна Джонсон-Томпсон Велика Британія | Анна Голл США               | Анук Веттер Нідерланди          |

## Змішана дисципліна

### 4×400 метрів
- дисципліна представлена у програмі чемпіонатів, починаючи з 2019

| Чемпіонат | Золото | Срібло                                                                                    | Бронза                                                                                  |
| --------- | --- | ----------------------------------------------------------------------------------------- | --------------------------------------------------------------------------------------- |
| 2019      | СШАВілберт Лондон Еллісон Фелікс Кортні Около Майкл Черрі Тайрелл Річард (забіг) Джессіка Беард (забіг) Джасмін Блокер (забіг) Обі Ігбокве (забіг) | ЯмайкаНетон Аллен Ронейша Мак-Грегор Тіффані Джеймс Джевон Френсіс Дженів Расселл (забіг) | БахрейнМуса Іса Амінат Джамал Сальва Насер Аббас Аббас                                  |
| 2022      | Домініканська РеспублікаЛідіо Андрес Феліс Марілейді Пауліно Алехандер Огандо Фіордаліса Кофіль                                                    | НідерландиЛімарвін Боневасія Ліке Клавер Тоні ван Діпен Фемке Бол Евеліне Салберг (забіг) | СШАЕлайджа Годвін Еллісон Фелікс Вернон Норвуд Кеннеді Саймон Вейдлайн Джонатас (забіг) |
| 2023      | СШАДжастін Робінсон Роузі Еффіонг Метью Болінг Алексіс Голмс Раян Віллі (забіг)                                                                    | Велика БританіяЛьюїс Дейві Лавіаї Нільсен Ріо Мітчем Ємі Мері Джон Джозеф Браєр (забіг)   | ЧехіяМатей Крсек Тереза Петржилкова Патрік Шорм Лада Вондрова                           |

## Колишні дисципліни серед жінок

### 3000 метрів
- дисципліна була представлена в програмі чемпіонатів світу 1980—1993, після чого була замінена бігом на 5000 метрів

| Чемпіонат | Золото                             | Срібло                 | Бронза                     |
| --------- | ---------------------------------- | ---------------------- | -------------------------- |
| 1980      | Біргіт Фрідманн ФРН                | Каролін Неметц Швеція  | Інгрід Крістенсен Норвегія |
| 1983      | Мері Декер США                     | Брігітте Краус ФРН     | Тетяна Казанкіна СРСР      |
| 1987      | Тетяна Самоленко (Доровських) СРСР | Марічіка Пуйке Румунія | Ульріке Брунс НДР          |
| 1991      | Тетяна Доровських СРСР             | Олена Романова СРСР    | Сьюзен Сірма Кенія         |
| 1993      | Цюй Юнься КНР                      | Чжан Ліньлі КНР        | Чжан Ліжун КНР             |

### Ходьба 10000 метрів
- прийшовши на заміну шосійній ходьбі на 10 кілометрів, дисципліна ходьби на аналогічну дистанцію стадіоном була представлена в програмі чемпіонатів світу один раз (1997), після чого була замінена шосейною ходьбою на 20 кілометрів

| Чемпіонат | Золото                 | Срібло                       | Бронза                        |
| --------- | ---------------------- | ---------------------------- | ----------------------------- |
| 1997      | Аннаріта Сідоті Італія | Ольга Кардопольцева Білорусь | Валентина Цибульська Білорусь |

### Ходьба 10 кілометрів
- дисципліна була представлена в програмі чемпіонатів світу 1987—1995, на чемпіонаті-1997 була замінена ходьбою на 10000 метрів доріжкою стадіону, а починаючи з 1999 — шосейною ходьбою на 20 кілометрів

| Чемпіонат | Золото               | Срібло                    | Бронза                   |
| --------- | -------------------- | ------------------------- | ------------------------ |
| 1987      | Ірина Страхова СРСР  | Керрі Саксбі Австралія    | Янь Хун КНР              |
| 1991      | Аліна Іванова СРСР   | Маделайн Свенссон Швеція  | Сарі Ессая Фінляндія     |
| 1993      | Сарі Ессая Фінляндія | Ілеана Сальвадор Італія   | Енкарна Гранадос Іспанія |
| 1995      | Ірина Станкіна Росія | Елізабетта Перроне Італія | Олена Ніколаєва Росія    |

### Ходьба 50 кілометрів
- дисципліна була представлена в програмі чемпіонатів світу у 2017 та 2019, після чого їй на заміну прийшла 35-кілометрова дистанція

| Чемпіонат | Золото                  | Срібло       | Бронза                  |
| --------- | ----------------------- | ------------ | ----------------------- |
| 2017      | Інеш Енрікеш Португалія | Інь Хан КНР  | Ян Шуцін КНР            |
| 2019      | Лян Жуй КНР             | Лі Маоцо КНР | Елеонора Джорджі Італія |